# أفروديت كنيدوس
أفروديت كنيدوس هو تمثال يوناني قديم للإلهة أفروديت قام بنحتها براكسيتيليز ويرجع تاريخها إلى حوالي القرن الرابع قبل الميلاد. النسخة الأصلية اليونانية من التمثال لم تعد موجودة ومع ذلك، بقيت العديد من النسخ الرومانية من هذا العمل.